# Mitchellsgade
Mitchellsgade er en gade i Indre By (København). Gaden strækker sig over cirka 320 meter fra Kalvebod Brygge til Stoltenbergsgade. 
Midt på gaden finder man Polititorvet med Københavns Politigård, Gaden domineres i øvrigt af hotelbyggeri, mod Kalvebod Brygge ligger Scandic Spectrum, overfor Wakeup og Next House, mens Cabinn City ligger på hjørnet af Mitchellsgade og Stoltenbergsgade. Overfor Politigården har Københavns Politi og Rigspolitiet yderligere administrationsbygninger. Mitchellsgade 19-23 er gadens eneste beboelsesejendomme.
Gaden er opkaldt efter fabrikanten William Mitchell (1805–1873). Han var søn af strømpefabrikanten Alexander Mitchell, som var en af Danmarks første industrielle iværksættere.

## Familien Mitchell og deres industri
Familien drev en strømpefabrik, der oprindeligt lå på Forhåbningsholms Allé på Frederiksberg. Produktionen blev senere flyttet til Gentofte i 1795, og strømperne blev solgt fra et udsalg i Østergade. I 1840 overtog William og hans bror Robert Mitchell virksomheden.

## William Mitchells arv
I 1895 oprettede William Mitchell et legat til fordel for ældre og svagelige i Gentofte, hvilket cementerede hans betydning som industriel pioner.

## Kvarterets industrielle præget
Mitchellsgade ligger i et kvarter, hvor flere gader er opkaldt efter industrielle iværksættere, herunder Anker Heegaards Gade og Tietgensgade. Derudover findes i Gentofte også Mitchellstræde, opkaldt efter familien og deres væveri.